# Севилья (Колумбия)
Севилья (исп. Sevilla) — город и муниципалитет на западе Колумбии, на территории департамента Валье-дель-Каука. Входит в состав Восточного субрегиона.

## История
Поселение, из которого позднее вырос город, было основано в 1903 году. Муниципалитет Севилья был выделен в отдельную административную единицу в 1914 году.

## Географическое положение
Город расположен в северо-восточной части департамента, в гористой местности Западной Кордильеры, на расстоянии приблизительно 104 километров к северо-востоку от города Кали, административного центра департамента. Абсолютная высота — 1617 метров над уровнем моря.
Муниципалитет Севилья граничит на северо-западе с территорией муниципалитета Сарсаль, на юго-западе — с муниципалитетами Бугалагранде и Тулуа, на северо-востоке — с муниципалитетом Кайседония, на севере — с территорией департамента Киндио, на юго-востоке — с территорией департамента Толима. Площадь муниципалитета составляет 639 км².

## Население
По данным Национального административного департамента статистики Колумбии, совокупная численность населения города и муниципалитета в 2015 году составляла 45 142 человека.
Динамика численности населения муниципалитета по годам:
| 2005   | 2006   | 2007   | 2008   | 2009   | 2010   | 2011   | 2012   | 2013   | 2014   | 2015   |
| ------ | ------ | ------ | ------ | ------ | ------ | ------ | ------ | ------ | ------ | ------ |
| 47 872 | 47 558 | 47 298 | 47 028 | 46 766 | 46 505 | 46 240 | 45 966 | 45 695 | 45 426 | 45 142 |

Согласно данным переписи 2005 года мужчины составляли 49,5 % от населения Севильи, женщины — соответственно 50,5 %. В расовом отношении белые и метисы составляли 99,2 % от населения города; негры, мулаты и райсальцы — 0,5 %; индейцы — 0,3 %.
Уровень грамотности среди всего населения составлял 86,7 %.

## Экономика
Основу экономики Севильи составляют сельское хозяйство, добыча полезных ископаемых и лесозаготовка.
59,5 % от общего числа городских и муниципальных предприятий составляют предприятия торговой сферы, 31,6 % — предприятия сферы обслуживания, 7,2 % — промышленные предприятия, 1,7 % — предприятия иных отраслей экономики.